# أنجيوتنسين (1-7)
أنجيوتنسين (1-7)‏ (C41H62N12O11، الوزن الجزيئي = 899.02 غم/مول، H-Asp-Arg-Val-Tyr-Ile-His-Pro-OH) هو ببتيد سباعي نشط في نظام الرينين-أنجيوتنسين (RAS).
في عام 1988، وضح سانتوس وآخرون أنَّ الأنجيوتنسين (1-7) كان المنتج الرئيسي لاحتضان الأنجيوتنسين 1 باستخدام الخروم الدقيقة في الدماغ. في نفس العام، أبلغ شيافون وآخرون عن أول تأثيرٍ بيولوجيٍ لهذاالببتيد السباعي.
أنجيوتنسين (1-7) هو عامل موسع للأوعية الدموية يلعب أدوارًا مهمة في أعضاء القلب والأوعية الدموية، ووالكلى التي لها وظائف في كثير من الأحيان تتعارض مع تلك المنسوبة إلى المكون الرئيسي للمستجيب في نظام الرينين-أنجيوتنسين (RAS)، أي الأنجيوتنسين 2.

## الاصطناع
يمكن تحويل عديد ببتيد الأنجيوتنسين I إلى أنجيوتنسين (1-7) عن طريق إنزيمات النبريليسين [الإنجليزية]. أيضًا، يمكن تحليل الأنجيوتنسين 2 مائيًا إلى أنجيوتنسين (1-7) عبر الإنزيم المحول للأنجيوتنسين 2 (ACE2). يرتبط الأنجيوتنسين (1-7) بمستقبل ماس المقترن بالبروتين ج وينشطه مما يؤدي إلى تأثيرات معاكسة لتأثيرات أنجيوتنسين 2.

### مسارات الاصطناع الممكنة
- تأثير النبريليسين [الإنجليزية] على أنجيوتنسين 1 أو أنجيوتنسين 2.
- عمل بيبتيداز البروليل الداخلي [الإنجليزية] على أنجيوتنسين 1.
- تأثير الإنزيم المحول للأنجيوتنسين (ACE) على الأنجيوتنسين 1-9.
- عمل النبريليسين على أنجيوتنسين 1-9.
- تأثير إنزيم الإنزيم المحول للأنجيوتنسين 2 (ACE2) على الأنجيوتنسين 2.

## تأثير أنجيوتنسين (1-7)
ثبت أنَّ الأنجيوتنسين (1-7) له تأثيراتٌ مضادة للأكسدة وللالتهابات. يلعب الأنجيوتنسين (1-7) دورًا وقائيًا في الخلايا العضلية القلبية في الفئران التي تعاني من ارتفاع ضغط الدم التلقائي؛ وذلك عن طريق زيادة تعبير إنزيمات بناء أكسيد النيتريك الطلائية والعصبية مما يؤدي إلى زيادة إنتاج أكسيد النيتريك. في النهاية، يحفز الأنجيوتنسين (1-7) تأثيراتٍ مضادة لاضطراب النظم في النماذج الحيوانية. أما في الأوعية الدموية، فإنه يُحفز إطلاق موسعات الأوعية مثل البروستانويد وأكسيد النيتريك.

## التفاعلات الدوائية
بالإضافة إلى ذلك، فقد ثبت أنَّ الأنجيوتنسين (1-7) يساهم في التأثيرات المفيدة لمثبطات الإنزيم المحول للأنجيوتنسين ومضادات النوع الأول من مستقبلات الأنجيوتنسين 2.